# 두린 (가운데땅)
두린은 《실마릴리온》의 등장인물이다. 난쟁이의 인명으로, 같은 이름을 가진 이가 여럿 존재했다.

## 불사의 두린
이 이름을 지녔던 난쟁이 중 가장 유명한 이. 오랜 세월을 살았기에 불사의 두린으로도 불린다. 그는 4000 세 이상을 살았으나 1시대가 끝나기 전에 눈을 감았다.

## 두린 2세
선조의 외모와 태도가 닮아 같은 이름을 지녔다.

## 두린 3세
사우론에게 반지를 선물로 얻었다.

## 두린 4세
요정과 인간의 최후 동맹 전쟁에 우군을 지원했다

## 두린 5세
크하잣둠(모리아)의 왕으로 전성기를 누렸다.

## 두린 6세
그의 말기에 미스릴 채굴 중 두린의 재앙(발로그)에게 살해되고 크하잣둠(모리아)을 방치하게 되었다.

## 두린 7세
아직등장하지 않은 왕으로 소린 3세의 후손. 크하잣둠 복원을 위해 난쟁이 족을 결집하게 된다.